# Sněžné (Vysočina)
Sněžné (in tedesco Niemetzke) è un comune mercato della Repubblica Ceca facente parte del distretto di Žďár nad Sázavou, nella regione di Vysočina.